# Bundesstraßen in Österreich
Bundesstraßen sind in Österreich hochrangige, meist kreuzungsfreie Fernstraßen gemäß Bundesstraßengesetz. Diese werden in Autobahnen (Bundesstraßen A) und Schnellstraßen (Bundesstraßen S) eingeteilt, stehen in Bundeseigentum und werden von der ASFINAG verwaltet. Bis zum Jahr 2002 gab es zusätzlich die Bundesstraßen B, welche mit dem Bundesstraßen-Übertragungsgesetz 2002 den jeweiligen Ländern zugeteilt wurden.

## Geschichte
Ein kaiserliches Patent aus dem Jahr 1726 bestimmte wichtige Durchgangsstraßen als Hauptkommerzialstraßen. Diese Straßen wurden fortan auf Kosten des Staates unterhalten und ausgebaut, was teilweise durch Mautgebühren finanziert wurde. Im späten 19. Jahrhundert wurden diese Straßen als Reichsstraßen bezeichnet. In Grenzregionen mit hoher strategischer Bedeutung, beispielsweise entlang der italienischen Grenze, wurde der Straßenbau mit Staatsmitteln vorangetrieben.
Durch das Bundesgesetz vom 8. Juli 1921 (Bundesstraßengesetz 1921) wurden die wichtigsten Durchgangsstraßen Österreichs (mit einer Gesamtlänge von 3620 km) zu Bundesstraßen erklärt. Die Verordnung der Bundesregierung vom 9. Juni 1933 erweiterte das Netz der Bundesstraßen, das fortan 4437 km umfasste. Nach Art 10 Abs 1 Z 9 Bundes-Verfassungsgesetz kommt die Kompetenz für Gesetzgebung und Vollziehung bezüglich aller Straßenzüge, die aufgrund ihrer Bedeutung für den Durchzugsverkehr durch einfaches Gesetz zu Bundesstraßen erklärt wurden, dem Bund zu.
Nach dem Anschluss Österreichs ans Deutsche Reich wurden die österreichischen Bundesstraßen im Zuge der Vereinheitlichung des Straßensystems, die am 1. April 1940 umgesetzt wurde, entweder in Reichsstraßen umgewandelt oder zu Landstraßen I. Ordnung erklärt. Durch das Bundesstraßengesetz vom 18. Februar 1948 wurden die Durchgangsstraßen (mit 5072 km Gesamtlänge) erneut zu Bundesstraßen erklärt. 1949, 1950 und 1951 wurden Straßen mit einer Gesamtlänge von jeweils 1000 km als Bundesstraßen übernommen, sodass das Bundesstraßennetz im Jahre 1951 rund 8100 km umfasste.
Bis zum Jahr 2002 gab es die Einteilung nach Bundesstraßengesetz in Bundesstraße A (Autobahnen), Bundesstraße S (Schnellstraßen) und Bundesstraße B. Die Bezeichnung „Bundesstraße“ im Straßennamen führten jedoch nur jene mit B-Nummern, z. B. „Brünner Bundesstraße“, daher wurden und werden im Volksmund weiterhin nur diese Straßen als Bundesstraßen verstanden.
Allen drei Straßentypen gemeinsam war neben der Nummerierung und der Langbezeichnung, dass sie in Bundeseigentum standen und der Bund Straßenerhalter war (→ Einteilung der Straßen nach dem Straßenerhalter). Abweichend vom Begriff nach Bundesstraßengesetz gab es nach Straßenverkehrsordnung Bundesstraßen mit Vorrang (rechteckige blaue Tafel) und Bundesstraßen ohne Vorrang (runde gelbe Tafel) und die straßenverkehrsrechtlichen Autobahnen. Die Schnellstraßen waren straßenverkehrsrechtlich entweder als Autobahn oder als Autostraße ausgeschildert, mit unterschiedlichen Rechten und Pflichten an die Straßenbenützer (→ Einteilung nach der Straßenverkehrsordnung).
Insbesondere auf Wien hatten die Bundesstraßen im Ortsgebiet die Auswirkung, dass Wien als Stadt bzw. Land keinen Einfluss auf Änderungen in diesen wichtigen Durchzugsstraßen nehmen konnte und auf die Genehmigung bzw. auf die Vorschriften vom Bund als Erhalter und Eigentümer dieser Straßenzüge angewiesen war.

Übertragung an die Länder

Vorrangstraße

Nummernschild einer B-Straße

Mit Art. 5 des Bundesstraßen-Übertragungsgesetz 2002 vom 29. März 2002 wurde das Verzeichnis 3 – Bundesstraßen B des Bundesstraßengesetzes aufgehoben. Einige Straßenzüge wurden in das Verzeichnis 1 (Bundesstraßen A – Autobahnen) und das Verzeichnis 2 (Bundesstraßen S – Schnellstraßen) übertragen. Der weitaus größte Teil wurde als Bundesstraßen B aufgelassen und von den Ländern durch gegengleiche Bundesstraßenübernahmegesetze in das Landesstraßennetz übernommen. Die Bundesstraßen wurden in der Straßenverkehrsordnung zu Straßen mit Vorrang und die Bundesstraßen ohne Vorrang ersatzlos gestrichen. Die verbliebenen Bundesstraßen A und Bundesstraßen S waren bereits 1996 in die Verwaltung der ASFINAG als Straßenerhalter übertragen worden. Die Anforderungen an die Bundesstraßen S wurden erhöht, sodass auch diese nur mehr kreuzungsfrei ausgeführt werden dürfen.
Folgende Straßenzüge, welche bisher im Rang einer Bundesstraße B standen, wurden in eine Bundesautobahn oder Bundesschnellstraße umgewandelt und damit ebenfalls unter Asfinag-Verwaltung gestellt:
- B 180 Reschen Straße (Landecker Tunnel) → A 12 Inntal Autobahn
- B 227 Donaukanal Straße (Nordbrücke) → A 22 Donauufer Autobahn
- B 302 Wiener Nordrand Straße → S 2 Wiener Nordrand Schnellstraße
- B 304 Stockerauer Straße → S 5 Stockerauer Schnellstraße
- B 307 Parndorfer Straße → A 6 Nordost Autobahn

Alle restlichen Bundesstraßen B wurden als Bundesstraßen aufgelassen und von den jeweiligen Bundesländern als Landesstraßen übernommen, welche nun über das alleinige Eigentum an diesen und die alleinige Verwaltungshoheit über diese Straßen verfügen. Dadurch endete die bisherige bundesweit einheitliche Struktur. Je nach Bundesland gelten nun unterschiedliche Bezeichnungen für diese ehemaligen Bundesstraßen. Die Bezeichnungen werden durch die Landesgesetze der einzelnen Bundesländer festgelegt.
In Vorarlberg gab es keine Nummern-Überschneidungen mit den bisherigen Landesstraßen L, daher bekamen alle ehemaligen Straßen mit B-Nummer die jeweilige L-Nummer zugeteilt.
In Wien wurden alle Gemeindestraßen bisher in Haupt- und Nebenstraßen unterteilt. Die bisherigen Hauptstraßen werden nun als Hauptstraße A, die vom Bund übertragenen Straßen als Hauptstraße B bezeichnet.
In allen anderen Bundesländern gilt die Bezeichnung Landesstraße B.
Der bisherige Straßenname (z. B. Angerner Straße) ist weiterhin in Verwendung, ebenso die blaue Nummerntafel unter dem Schild „Vorrangstraße“.
Obwohl die Bezeichnung als Bundesstraße durch die Übertragung dieser Straßen in die Landeskompetenz nun falsch ist, wird sie im allgemeinen Sprachgebrauch, aber auch von einigen Radiosendern in den Verkehrsmeldungen nach wie vor verwendet. Zusätzlich können gegebenenfalls Verständnisschwierigkeiten entstehen, weil die durchgehende Straße zwar im Regelfall den Namen des wichtigsten Ortes oder eines sonstigen wesentlichen Punktes entlang der gesamten Strecke hat, aber innerhalb der einzelnen Orte die Straßenbezeichnung sich nach deren üblichen Regeln richtet. Folglich tragen die Straßen dort oftmals einen anderen oder sogar mehrere Namen: Ein Beispiel hierfür  ist die B76 Radlpass Straße im Ort Bad Schwanberg (Bezirk Deutschlandsberg), der Abschnitt der durch den Ort verläuft ist nicht mit der eigentlichen Bezeichnung „B76 Radlpass Straße“ beschildert, sondern als „Deutschlandsberger Straße“ ausgewiesen.

## Entwicklung des Bundesstraßennetzes 1948–2002
Entwicklung des Bundesstraßennetzes auf Basis der historischen Bundesgesetzblätter:
- Stammfassung Bundesstraßengesetz – B. St. G. vom 18. Februar 1948, BGBl. Nr. 59/1948, Kundmachung am 1. April 1948 (PDF).
 Das Gesetz trat mit 1. Mai 1948 in Kraft und wurde nach 1971 zur Unterscheidung als Bundesstrassengesetz 1948 bezeichnet. Die darin enthaltenen Bundesstraßenverzeichnisse (Gesamtlänge der in der Stammfassung enthaltenen Bundesstraßen 8145 km) traten in Kraft wie folgt:
  - Bundesstraßenverzeichnis A, trat mit 1. Mai 1948 in Kraft, Gesamtlänge: 5072 km;
  - Bundesstraßenverzeichnis B, trat mit 1. Jänner 1949 in Kraft, Gesamtlänge: 1025 km;
  - Bundesstraßenverzeichnis C, trat mit 1. Jänner 1950 in Kraft, Gesamtlänge: 1011 km;
  - Bundesstraßenverzeichnis D, trat mit 1. Jänner 1951 in Kraft, Gesamtlänge: 1037 km.
- Verordnung: Numerierung der Bundesstraßen und Erklärung solcher Straßen zu Vorrangstraßen, 30. Juli 1949, BGBl. Nr. 238/1949.
 Die Verordnung trat in Kraft hinsichtlich der im
  - Bundesstraßenverzeichnis A, B und C angeführten Bundesstraßen mit 1. Jänner 1950;
  - Bundesstraßenverzeichnis D angeführten Bundesstraßen mit 1. Jänner 1951.
- Abänderung des Bundesstraßengesetzes, 2. Juni 1954, BGBl. Nr. 127/1954.
 Abänderung trat in Kraft hinsichtlich der im
  - Bundesstraßenverzeichnis E angeführten Bundesstraßen mit 1. Juli 1954. Erweiterung des Bundesstraßennetzes.
  - Bundesstraßenverzeichnis F angeführten Bundesstraße mit 1. Juli 1954. Erstmals wird die Bezeichnung Bundesstraße ‚A‘ (Autobahn) eingeführt: Wien – Staatsgrenze Walserberg (310 km) mit Abzweigung nach Salzburg-Anif (8,1 km); später als A 1 Westautobahn bekannt.
- Neuerliche Abänderung des Bundesstraßengesetzes, 12. März 1958, BGBl. Nr. 56/1958.
 Abänderung trat in Kraft hinsichtlich der im
  - Bundesstraßenverzeichnis F angeführten Bundesstraße mit 1. Juli 1954. Die Strecke Autobahn Wien – Salzburg, die spätere Westautobahn, wurde um Zubringeräste Wien-Siebenhirten – Kirchstetten, die spätere A 21 Wiener Außenringautobahn, und Freindorf bei Linz zur Bundesstraße in Linz-Bindermichl erweitert.
  - Bundesstraßenverzeichnis G angeführten Bundesstraße mit 1. März 1958. Erstmals wurde die Strecke Wien – Siebenhirten – Staatsgrenze nächst Arnoldstein als Bundesstraße Autobahn Wien – Villach eingeführt. Weiters die Strecke Siebenhirten bis Angerner Bundesstraße bei Aderklaa, die spätere A 23 Südosttangente bis Hirschstetten und spätere B 302 Wiener Nordrand Straße.
- Neuerliche Abänderung des Bundesstraßengesetzes, 18. März 1959, BGBl. Nr. 100/1959.
 Abänderung trat in Kraft hinsichtlich der im
  - Bundesstraßenverzeichnis H angeführten Bundesstraßen mit 1. April 1959. Erweiterung des Bundesstraßennetzes um 918 km.
- Abänderung des Bundesstraßengesetzes, 17. Mai 1961, BGBl. Nr. 135/1961.
 Abänderung trat in Kraft hinsichtlich der im
  - Bundesstraßenverzeichnis I angeführten Bundesstraßen mit 1. Juni 1961 Erweiterung des Bundesstraßennetzes um 44,4 km (gleichzeitige Auflösung von 38 km aus dem Verzeichnis D).
- Bundesstraßengesetznovelle 1968 vom 7. März 1968, BGBl. Nr. 113/1968
 Die Gesetzesnovelle trat mit 1. Mai 1968 in Kraft.
  - Zu den Bundesstraßenverzeichnissen A, B, C, D, E, H, I und J wurde erstmals in Klammern zu den Straßenzügen die Wortfolge Bundesstraßen B und
  - zu den Bundesstraßenverzeichnissen F, G, K, L wurde erstmals in Klammern zu den Straßenzügen die Wortfolge Bundesstraßen A hinzugefügt.
  - Neben kleinen Änderungen im Bundesstraßennetz B
  - wurde im Verzeichnis G die Strecke Südautobahn,
  - wurden im Verzeichnis K die Strecken Inntalautobahn, Brennerautobahn, Rheintalautobahn, Nordostautobahn, Ostautobahn, Nordautobahn und Innkreisautobahn novelliert und
  - wurde ein Bundesstraßenverzeichnis L mit Wirkung vom 1. Mai 1968 mit den Strecken Tauernautobahn und Pyhrnautobahn hinzugefügt.
- Stammfassung Bundesstraßengesetz 1971 – BStG 1971 vom 16. Juli 1971, BGBl. Nr. 286/1971 (Gesetz trat mit 1. September 1971 in Kraft.)
- 239. Bundesgesetz vom 20. März 1975, mit dem das Bundesstraßengesetz 1971 geändert wird, BGBl. Nr. 239/1975
- 294. Bundesgesetz vom 14. Juni 1978, mit dem das Bundesstraßengesetz 1971 geändert wird, BGBl. Nr. 294/1978
- 63. Bundesgesetz vom 20. Jänner 1983, mit dem das Bundesstraßengesetz 1971 geändert wird (Bundesstraßengesetznovelle 1983), BGBl. Nr. 63/1983
- 165. Bundesgesetz vom 5. März 1986, mit dem das Bundesstraßengesetz 1971 geändert wird (Bundesstraßengesetznovelle 1986), BGBl. Nr. 165/1986
- 159. Bundesgesetz vom 28. Februar 1990, mit dem das Bundesstraßengesetz 1971 und das Bundesgesetz betreffend die Errichtung einer Autobahnen- und Schnellstraßen Gesellschaft geändert werden (Bundesstraßengesetznovelle 1990), BGBl. Nr. 159/1990
- 420. Bundesgesetz, mit dem das Bundesstraßengesetz 1971, BGBl. Nr. 286/1971, zuletzt geändert durch Bundesgesetz BGBl. Nr. 159/1990, geändert wird (Bundesstraßengesetznovelle 1992), BGBl. Nr. 420/1992
- 33. Bundesgesetz, mit dem das Bundesstraßengesetz 1971, BGBl. Nr. 286/1971, zuletzt geändert durch BGBl. Nr. 420/1992, geändert wird (Bundesstraßengesetznovelle 1993), BGBl. Nr. 33/1994
- 31. Bundesgesetz, mit dem das Bundesstraßengesetz 1971 geändert wird (Bundesstraßengesetznovelle 1996), BGBl. I Nr. 31/1997
- Änderung des Bundesstraßengesetzes 1971, BGBl. I Nr. 182/1999
- Stammfassung Bundesstraßen-Übertragungsgesetz, BGBl. I Nr. 50/2002

## Nummerierung und Benennung
Bundesstraßen haben eine Nummerierung und eine Langbezeichnung.
Am 30. Juli 1949 erließ das Bundesministerium für Handel und Wiederaufbau eine Verordnung über die Nummerierung der Bundesstraßen. Dieses Nummernverzeichnis umfasste ursprünglich die Bundesstraßen 1 bis 203. Die Nummern 11–15, 26–30, 41–45, 55–60, 71–75, 86–90, 101–105, 116–120, 131–135, 146–150,  176–180 und 191–195 wurden als Platzhalter für zukünftige Netzerweiterungen reserviert.
- Die aktuellen Bundesstraßen werden in der Liste der Autobahnen und Schnellstraßen in Österreich behandelt.
- Die ehemaligen Bundesstraßen B, die seit 2002 Landesstraßen sind, befinden sich in der Liste der ehemaligen Bundesstraßen Österreichs.

### Die 300er-Nummerngruppe
Die Straßennummern B 3xx wurden einst für besonders hochrangigen Bundesstraßen B verwendet, die später durch eine Schnellstraße (S xx) ersetzt werden sollten. Letztere Straßen wurden deshalb Ersatzstraßen genannt, wobei für die geplante Schnellstraße eine um 300 niedrigere Nummer vorgesehen war (z. B. B 306 für die S 6). Während neue hochrangige Straßen lange Zeit als B 3xx bezeichnet wurden, wurde nach 2000 wieder zu den S xx-Bezeichnungen zurückgekehrt.
B 301 Wiener Südrand StraßeWar als geplantes Projekt lange Zeit Gegenstand heftiger Diskussionen und wurde dann auf der Strecke Vösendorf–Schwechat als Wiener Außenring Schnellstraße S 1 gebaut. In den 1970er Jahren wurde auch die heutige B 3 durch das Marchfeld als Vorstufe einer möglichen Marchfeld-Schnellstraße nach Bratislava (Marchfelder Ersatzstraße) so genannt. Im Hauptstraßen-Verzeichnis der Stadt Wien wurde auch der Straßenzug Raffineriestraße–Finsterbuschstraße entlang der Lobau kurzfristig so bezeichnet.
B 302 Wiener Nordrand StraßeDiese Straße sollte – nach dem Bundesstraßengesetz von 1983 auch teilweise S 22 genannt – einst von der Südosttangente Wien A 23 bei Hirschstetten in einem nordwestlichen Bogen über Gerasdorf zur Donauufer Autobahn A 22 bei Strebersdorf geführt werden. Die Teilstücke von der A 22 zur B 3 („Prager Straße“ in Floridsdorf) sowie von der A 23 zur B 8 existieren bereits, jedoch wurden die Pläne aufgegeben und letzteres Stück schließlich in Wiener Nordrand Schnellstraße S 2 umbenannt. In den 1970er Jahren wurde die heutige B 227 so genannt.
B 303 Weinviertler StraßeFührt von Hollabrunn Nord bis zur tschechischen Staatsgrenze bei Kleinhaugsdorf. Bis 1999 wurde statt der Strecke Hollabrunn–Kleinhaugsdorf der Straßenzug Hollabrunn–Horn–tschechische Staatsgrenze bei Neu-Nagelberg als B 303 bezeichnet, wobei der ganze Straßenzug Waldviertler Straße hieß. Diesen Namen trägt nun die B 2, die früher von Hollabrunn als „Znaimer Straße“ nach Kleinhaugsdorf führte. Die B 303 wurde als Vorstufe zu Weinviertler Schnellstraße S 3 geplant, Teile der Donauufer Autobahn A 22 wurden einst auch so bezeichnet. Bis 31. Juli 2009 wurde die Strecke von Stockerau bis Hollabrunn Nord ebenfalls als B 303 bezeichnet.
B 304 Stockerauer StraßeEntstand in den 1990er Jahren durch Ausbau der B 3 zwischen Tulln (in weiterer Folge Krems an der Donau) und Stockerau, weshalb die B 3 seitdem unterbrochen ist. Die Strecke wurde später in Stockerauer Schnellstraße S 5 umbenannt, da die naheliegendere Nummer S 4 bereits vergeben war.
B 305 Wiener Nordostrand StraßeSie verbindet die Donau Straße B 3 mit der S 1-Anschlussstelle Korneuburg-West und führt weiter Richtung Kreisverkehr Leobendorf/Korneuburg Kaserne. Ein weiterer Teil der ursprünglich als Nordumfahrung von Wien geplanten B 305 ging in die Wiener Außenring Schnellstraße S 1 (als Fortsetzung der Strecke Vösendorf–Schwechat in einem nordöstlichen Bogen um Wien) über.
B 306 Semmering ErsatzstraßeBezeichnete den Streckenabschnitt der früheren Triester Straße, und den weiteren Verlauf, der über den Semmering-Pass führte und durch die Semmering Schnellstraße S 6 ersetzt wurde (heute: nö. L 4168 ehem. Semmering Ersatzstraße und steir. L 118 Semmering Begleitstraße)
B 307 Parndorfer StraßeWar geplant als Straße Staatsgrenze bei Kittsee–Kittsee (B 50a)–Parndorf (A 4, B 50) und wurde schließlich als Nordost Autobahn A 6 realisiert.
B 308 Ennstal ErsatzstraßeWar eine bis 1999 vorgesehene Bezeichnung (seither B 320 Ennstal Straße), zuvor wurde diese Nummer für die Klingenbacher Straße auf der Strecke Wulkaprodersdorf (A 3, B 16)–Staatsgrenze bei Klingenbach eingeplant, wo heute ein Teilstück der Südost Autobahn A 3 geplant ist.
B 309 Steyrer StraßeEnns (A 1)–Steyr (B 115, B 122a).
B 309a Ennser StraßeVerläuft als lokale Abzweigung in Enns von der A 1 zur B 1.
B 310 Mühlviertler StraßeVerläuft von Unterweitersdorf (A 7, B 125) über Freistadt bis zur Staatsgrenze bei Wullowitz und entstand durch Umbenennung der Prager Straße B 125. Heute ist auf der Strecke die Mühlviertler Schnellstraße S 10 teilweise in Betrieb.
B 311 Pinzgauer StraßeVerläuft auf der Strecke Bischofshofen (A 10)–Zell am See–Lofer (B 178). Sie war einst als Schnellstraße S 11 geplant.
B 312 Loferer StraßeGemäß Bundesstraßengesetz von 1971 sollte die Loferer Schnellstraße S 12 die Wiener Straße B 1 zwischen Lofer und Wörgl ersetzen. Diese Schnellstraße wurde jedoch nicht gebaut, deshalb wurde 1999 die neue Loferer Straße B 178 eingerichtet, nachdem die Ausbaupläne endgültig verworfen wurden.
B 313 Seefelder StraßeGemäß Bundesstraßengesetz von 1971 sollte die Seefelder Schnellstraße S 13 die damalige Scharnitzer Straße B 185 ersetzen. Diese Schnellstraße wurde jedoch nicht gebaut, deshalb wurde 1983 die neue Seefelder Straße B 177 eingerichtet, nachdem die Ausbaupläne endgültig verworfen wurden.
B 314 FernpassstraßeGemäß Bundesstraßengesetz von 1971 sollte die Fernpaß Schnellstraße S 14 die damalige Reuttener Straße B 189 ersetzen. Diese Schnellstraße wurde jedoch nicht gebaut, deshalb wurde 1999 die neue Fernpassstraße B 179 eingerichtet, nachdem die Ausbaupläne endgültig verworfen wurden. Ein Abschnitt bei Reutte ist als Schnellstraße ausgebaut.
B 315 ReschenstraßeGemäß Bundesstraßengesetz von 1971 sollte die Reschen Schnellstraße S 15 die damalige Vinschgauer Straße B 187 ersetzen. Diese Schnellstraße wurde jedoch nicht gebaut, deshalb wurde 1999 eine neue Bundesstraße als Reschenstraße B 180 eingerichtet, nachdem die Ausbaupläne endgültig verworfen wurden. Bei Landeck wurde die Strecke in einen Tunnel verlegt und dieser Abschnitt schließlich in die Inntal Autobahn A 12 eingegliedert.
B 316 Arlberg ErsatzstraßeWurde durch die Arlberg Schnellstraße S 16 ersetzt, die Tiroler Straße B 171 wurde mit dem verbliebenen Abschnitt bis Flirsch/Pardöll verlängert.
B 317 Friesacher StraßeVerbindung von St. Veit an der Glan über Friesach nach Judenburg. Geplant ist der weitere Ausbau der Murtal Schnellstraße S 36 und der Klagenfurter Schnellstraße S 37.
B 318 Himberger StraßeProjekt im Zuge der geplanten Südrandstraße bzw. S 1, auch als B 233 geplant.
B 319 Fürstenfelder StraßeProjektiert auf der Strecke Riegersdorf (A 2)–Fürstenfeld–Staatsgrenze bei Heiligenkreuz. Entstand durch Umbenennung eines Teilstückes der Gleisdorfer Straße B 65. Heute entsteht dort die Fürstenfelder Schnellstraße S 7.
B 320 Ennstal StraßeVerläuft auf der Strecke Altenmarkt/Pongau (A 10)–Radstadt–Schladming–Trautenfels–Liezen–Selzthal (A 9, B 146). Sie entstand durch Umbenennung der damaligen Ennstal Straße B 146 und war und ist auch als heftig diskutierte Schnellstraße („ennsnahe Trasse“) geplant, von der ein kurzes Teilstück bei Liezen gebaut wurde.
B 331 Burgenland ErsatzstraßeWurde durch die Burgenland Schnellstraße S 31 bzw. teilweise die Burgenland Straße B 50 ersetzt.
B 332 Ödenburger ErsatzstraßeProjekt aus den 1970er Jahren, heute Ödenburger Straße B 16 bzw. Südost Autobahn A 3.
B 333 Kremser ErsatzstraßeWurde durch Kremser Schnellstraße S 33 ersetzt; vor der Errichtung der S 33 hieß die jetzige L 100 so – B 333 „Kremser Bundesstraße“.
B 334 Traisental StraßeProjektierte Straße auf der Strecke Sankt Pölten (A 1, S 33)–Wilhelmsburg (B 20) bzw. Vorstufe der heutigen Traisental Schnellstraße S 34.
B 335 Brucker ErsatzstraßeDurch Brucker Schnellstraße S 35 ersetzt.
B 336 Murtal ErsatzstraßeDurch Murtal Schnellstraße S 36 ersetzt.
B 337 Steyrer ErsatzstraßeProjekt aus den 1970er Jahren, heute Steyrer Straße B 309.
B 341 Salzburger ErsatzstraßeLokales Projekt aus den 1970er Jahren bei der Stadt Salzburg, in diesem Bereich verläuft heute die Salzburger Straße B 150.
B 342 Pass Thurn ErsatzstraßeProjekt aus den 1970er Jahren, in diesem Bereich verläuft heute die Pass Thurn Straße B 161.

## Rechtsquellen
- Bundesgesetz vom 16. Juli 1971, betreffend die Bundesstraßen (Bundesstraßengesetz 1971 – BStG 1971). StF: BGBl. Nr. 286/1971 (i.d.g.F. online, ris.bka) – insbesondere Anhang Verzeichnis 1 Bundesstraßen A (Bundesautobahnen) und Verzeichnis 2 Bundesstraßen S (Bundesschnellstraßen).
- Bundesstraßen-Übertragungsgesetz. StF: BGBl. I Nr. 50/2002  (i.d.g.F. online, ris.bka).

Landesrecht und historische Rechtsquellen siehe Straßensystem in Österreich